# Potamonautes lirrangensis
Potamonautes lirrangensis é uma espécie de crustáceo da família Potamonautidae.
Pode ser encontrada nos seguintes países: República Democrática do Congo, Malawi, Moçambique e Tanzânia.
Os seus habitats naturais são: rios e lagos de água doce.